# A talonear
A Talonear!! es el álbum número 42 de la banda mexicana de rock El Tri, que fue lanzado el 13 de junio de 2007; álbum del cual se desprende el sencillo Bésame con su respectivo video musical.

## Lista de canciones
- 1. A Talonear	 3:21
- 2. Bésame	 4:03
- 3. Nunca Es Tarde	 3:53
- 4. La Diferencia	 4:39
- 5. Aquí Nadie Me Quiere	3:30
- 6. Como No	 5:26
- 7. Dora Mitzi	 4:39
- 8. Mañana	 3:26
- 9. Tenemos Que Hacer el Amor	4:09
- 10. Que Padre Es Soñar 3:33